# Стефанія Войтович
Стефанія Марія Войтович–Рудницька (8 жовтня, 1922, Орині — 31 серпня 2005, Варшава) — одна з найвидатніших польських співачок (сопрано).
Дочка Михайла Войтовича. Була вихованкою Вищої Музичної Школи в Кракові, де навчалася співу в Станіслава Завадського. У 1950 році здобула I премію на конкурсі ім. Баха в Познані. Початком її кар'єри стали перемоги в Конкурсі Баха в Лейпцигу в 1951 і в конкурсі Празької Весни в 1954 році.
Співала майже у всіх країнах Європи, а також у США, Австралії, Новій Зеландії та на Далекому Сході; також взяла участь у всіх великих фестивалях Європи. Її репертуар включав сольні та камерні пісні. Виступала тільки на сцені концертного залу, відмовившись брати участь у спектаклях.
У 80-ті роки. працювала у варшавському Об'єднанні Творчих Кіл, займаючись благодійною допомогою для музичного навколишнього середовища. У 1985 давала концерт для Папи Римського Іоанна Павла II в Кастель-Гандольфо.
Померла 31 серпня 2005 року у Варшаві, і була похована на арлінгтонському кладовищі. Її рідним братом був композитор Болеслав Войтович, а чоловіком — нейрохірург Станіслав Рудницький.